# Satow (ciudad)
Satow es un municipio situado a la orilla del lago Hof, en el distrito de Rostock, a pocos kilómetros al sur del mar Báltico, en el estado federado de Mecklemburgo-Pomerania Occidental (Alemania), a una altitud de 18 metros. 
Su población a finales de 2016 era de 5546 habs. y su densidad poblacional, 46 hab/km².